# II Poznański Hufiec Harcerzy „Gniazdo”
II Poznański Hufiec Harcerzy "Gniazdo" – jednostka terytorialna Organizacji Harcerzy ZHR, należąca do Wielkopolskiej Chorągwi Harcerzy ZHR. Zrzesza drużyny i gromady działające na terenie Poznania, Borówca, Suchego Lasu, Murowanej Gośliny i Wolsztyna.

## Historia
Powołany w dniu 15 kwietnia 1992 rozkazem Naczelnika Harcerzy hm. Tomasza Maracewicza na miejsce działającego wcześniej Poznańskiego Związku Drużyn Harcerzy. W marcu 2012 roku, z liczącego ponad 20 jednostek Gniazda, wyodrębnił się III Poznański Hufiec Harcerzy zrzeszający środowiska wywodzące się z poznańskiego Bractwa Wędrowniczego oraz Murowanej Gośliny. W październiku 2021 roku z II PHH "Gniazdo" wyodrębnił się V Poznański Hufiec Harcerzy "Bazar", jednak w marcu 2022 roku został wcielony z powrotem w struktury "Gniazda".

## Jednostki hufca
- 1 Borówiecka Drużyna Harcerzy "Kruki"
- 1 Drużyna Harcerzy "Las" im. Jana Rodowicza "Anody" w Murowanej Goślinie
- 1 Goślińska Drużyna Wędrowników
- 1 Goślińska Gromada Zuchów "Orlęta"
- 1 Sucholeska Drużyna Harcerzy "Grań" im. rtm. Witolda Pileckiego
- 1 Wolsztyńska Gromada Zuchów "Zawisza"
- 8 Poznańska Gromada Zuchów "Leśni Rycerze"
- 8 Poznańska Drużyna Harcerzy "Jar" im. gen. Stefana Roweckiego
- 12 Poznańska Drużyna Harcerzy "Grota" im. gen. Augusta Emila Fieldorfa "Nila"
- 15 Poznańska Drużyna Harcerzy "Wataha" im. Romualda Traugutta
- 17 Poznańska Drużyna Harcerzy

## Hufcowi II Poznańskiego Hufca Harcerzy "Gniazdo"
- phm. Jarosław Szymczak (15 kwietnia 1992 – 28 października 1997)
- phm. Maciej Martinek (28 października 1997 – 13 stycznia 2001)
- phm. Maciej Kaczmarek (13 stycznia 2001 – 13 września 2005)
- phm. Jan Chełkowski (13 września 2005 – 24 grudnia 2008)
- phm. Franciszek Bandurski (24 grudnia 2008 – 18 marca 2012)
- phm. Mateusz Mayer (18 marca 2012 – 11 czerwca 2017)
- hm. Kacper Kozanecki (11 czerwca 2017 – 21 czerwca 2019)
- phm. Antoni Kozanecki (21 czerwca 2019 – 16 marca 2022)
- phm. Robert Mayer (16 marca 2022 – 14 czerwca 2022)
- hm. Jan Rogaliński (14 czerwca 2022 – obecnie) [2]